# Bahía de Guidan
La bahía de Guidán, también de Guida o del Yurybey (del ruso: Гыданская губа) es un pequeño golfo de Rusia situado en la parte meridional del mar de Kara, en la costa norte de la península de Guida, entre las península de Yamal y  Mammoth. La bahía se encuentra entre dos importantes golfos del mar de Kara, el golfo de Obi, al oeste, y el golfo de Yeniséi, al este.
La longitud de la bahía es, aproximadamente, de unos 185 km y tiene un ancho máximo de 47 km, siendo la profundidad de unos 5,8 m. La temperatura superficial del agua es de 5-6 °C durante el verano. La mayor parte del año la bahía está cubierta por el hielo.
La bahía Khalmyer está rodeado por tierras cubiertas de tundra y en ella hay numerosas bocas de ríos, siendo el más destacado el que le da nombre, el río Yuribey (457 km). En el fondo de la bahía se encuentran los asentamientos de Chernyy Mys y Gyda y, en su desembocadura, los de Matyuysale y Mongatalyang.
Administrativamente, la bahía y las costas que la delimitan pertenecen al Distrito autónomo de Yamalo-Nenets de la Federación de Rusia.